# Beaverdam (Ohio)
Pour les articles homonymes, voir Beaverdam et Beaver.
Beaverdam est un village américain situé dans le comté d'Allen, dans l'Ohio. Selon le recensement de 2010, sa population est de 382 habitants.